# Anolis cooki
Anolis cooki este o specie de șopârle din genul Anolis, familia Polychrotidae, descrisă de Grant 1931. Conform Catalogue of Life specia Anolis cooki nu are subspecii cunoscute.